# James Leuzinger
James Leuzinger (* 5. Mai 1982 in Glarus) ist ein ehemaliger schweizerisch-britischer Skirennfahrer.

## Biographie
Leuzinger wurde als Sohn eines Schweizer Vaters und einer britischen Mutter in Glarus geboren. Sein Onkel mütterlicherseits ist der ehemalige Rugbyprofi Peter Winterbottom.
Sein internationales Renndebüt gab er am 13. Dezember 1997 in Grimentz bei einem FIS-Slalom. In den darauffolgenden Jahren startete er hauptsächlich bei FIS-Rennen in der Schweiz sowie im benachbarten Ausland, ohne dabei jedoch grössere Erfolge zu erzielen.
Nach der Saison 2000/01 wechselte Leuzinger zum britischen Skiverband. Sein erstes Rennen für den neuen Verband bestritt er am 17. November 2001 in Rjukan.
Bei seinem ersten internationalen Grossereignis, den Juniorenweltmeisterschaften in Tarvisio, schied er jedoch im Slalom bei seinem einzigen Start aus.
In den darauffolgenden Jahren gelangen ihm einige Erfolge auf FIS-Ebene. So gewann er am 14. April 2002 im Skigebiet Nevis Range am Aonach Mòr sein erstes FIS-Rennen. Im selben Winter bestritt er seine ersten Weltmeisterschaften. In St. Moritz konnte er jedoch den Slalom nicht beenden und blieb ohne Platzierung.
Am 5. Dezember 2004 startete Leuzinger zum ersten und einzigen Mal bei einem Weltcuprennen. Beim Slalom in Beaver Creek konnte er sich jedoch nicht für den zweiten Durchgang qualifizieren. Erfolgreicher verlief hingegen seine zweite Weltmeisterschaftsteilnahme im selben Winter. In Bormio belegte er Rang 24 im Slalom.
2006 wurde er für die Olympischen Winterspiele in Turin nominiert. Er konnte das Ergebnis von Bormio jedoch nicht erreichen, auch dieses Mal schied er im Slalom aus.
Sein letztes internationales Rennen bestritt Leuzinger am 17. Februar 2007 in Oberjoch, danach trat er nicht mehr als Skirennfahrer in Erscheinung.

## Erfolge

### Olympische Winterspiele
- Turin 2006: DNF Slalom

### Weltmeisterschaften
- St. Moritz 2003: DNF Slalom
- Bormio 2005: 24. Slalom

### Juniorenweltmeisterschaften
- Tarvisio 2002: DNF Slalom

### Europacup
- Eine Platzierung unter den besten 5

### Nor-Am Cup
- Zwei Platzierungen unter den besten 30

### Weitere Erfolge
- Britischer Meister im Slalom (2005)
- 7 Siege bei FIS-Rennen